# Talia Gibson
Talia Gibson (født 18. juni 2004 i Perth, Australien) er en professionel tennisspiller fra Australien.